# Ichons Park und Landhaus Caesar-Ichon

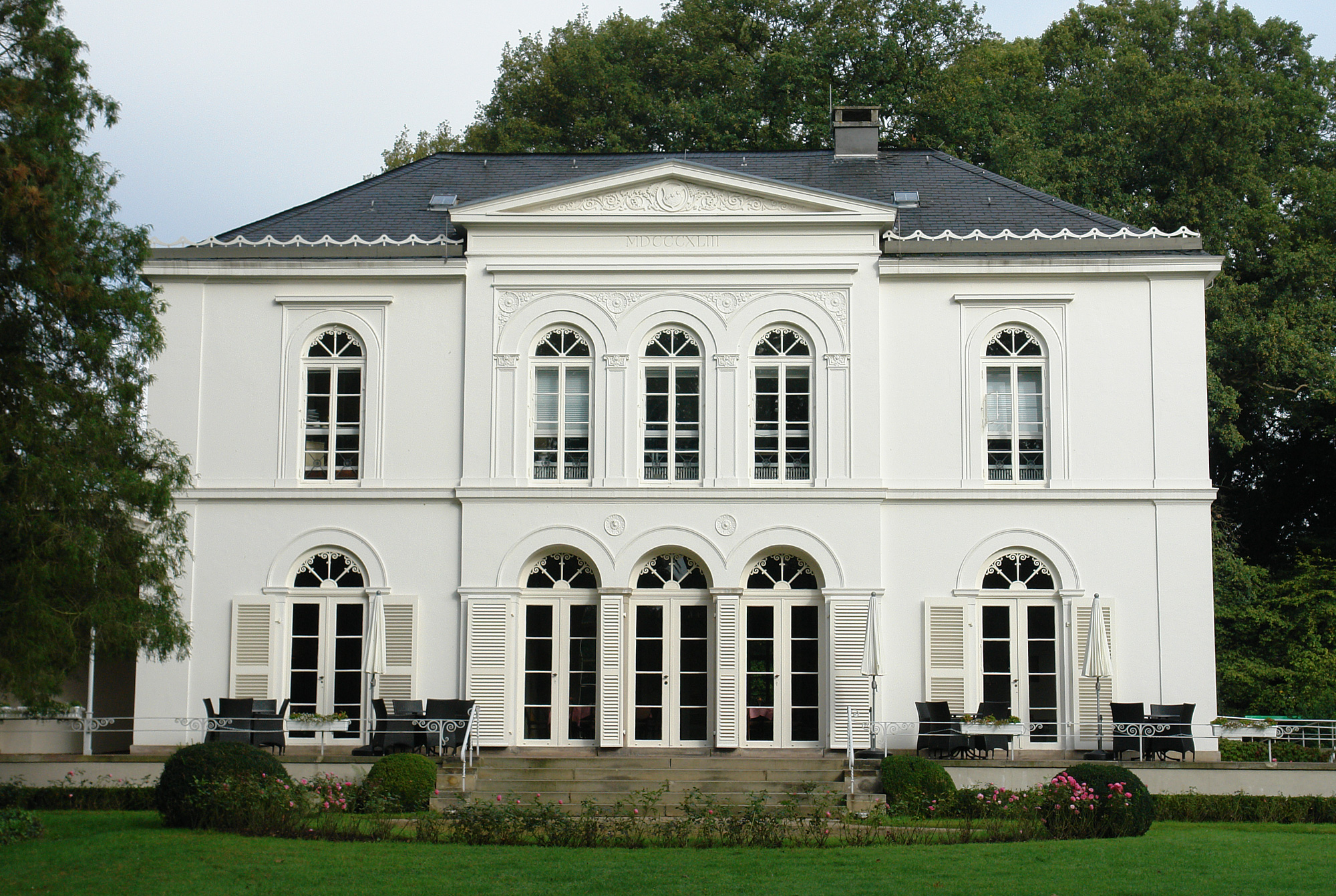
Landhaus Caesar-Ichon

Ichons Park und Landhaus Caesar-Ichon befinden sich in Bremen, Stadtteil Oberneuland, Oberneulander Landstraße 70. Der Park entstand 1768 und 1829, das Gebäude 1843 nach Plänen von Anton Theodor Eggers. Sie stehen seit 1973 unter Bremer Denkmalschutz.

## Geschichte

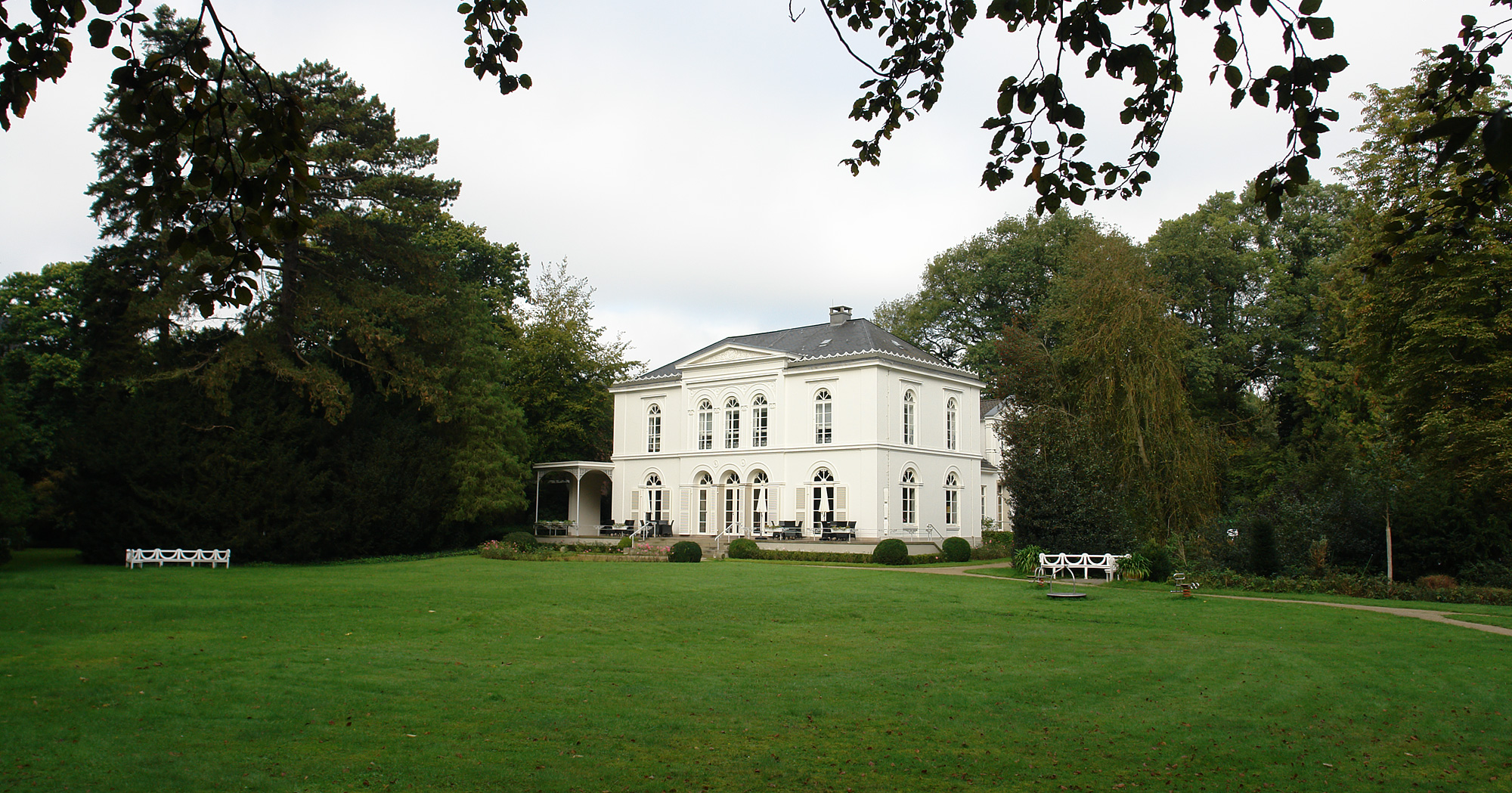
Ichons Park und Landhaus Caesar-Ichon

1726 erwarb der Seidenkaufmann Simon Post das 65 Meter breite Gelände und ließ den barocken Park 1768 nach Plänen von Gottlieb Altmann für seinen Enkel Simon Hermann Post, den Syndicus der Freien Hansestadt Bremen gegenüber von Höpkensruh (auch von Altmann) und Muhles Park errichten. Den Park gestaltete man ab 1810 nach Entwürfen von Hinrich Retberg um in einen englischen Garten.
Der Senator, Advokat und Archivar Gerhard Caesar (1792–1874) kaufte 1829 das Landgut und baute das Landhaus. 1875 erwarb Emma Holler das Landgut und 1912 die Familie Ichon (s. Eduard Ichon), nach welcher der Park benannt ist. Das zweigeschossige, verputzte, weiße Landhaus von 1843 mit einem Mittelrisalit und Walmdach wurde für Caesar von Eggers im Stil des Klassizismus entworfen.
1970 entstand auf einem Teil des Areals der Simon-Hermann-Post-Weg. Der Park war danach zwei Hektar groß.
Heute (2018) wird das Anwesen als fünfgeschossige Seniorenwohnanlage der Stiftungsresidenz Ichon-Park der Bremer Heimstiftung mit 51 Appartements und Wohnungen genutzt, die bis 1977 nach Plänen von Wilfried Turk gebaut wurde und die Villa mit seinem eingeschossigen Anbau einbezog.